# Até Onde Ela Vai
Até Onde Ela Vai é uma série de televisão brasileira lançada em 11 de março de 2024, estando disponível na plataforma de streaming Univer Vídeo. É escrita por Raphaela Castro e Jaqueline Corrêa, tem a direção de Felipe Cunha, sendo produzida pela Seriella Productions.
Conta com Louise Clós, Mel Summers, Rose Brant, Jefferson da Fonseca, Marcéu Pierrotti, Jorge Mesquitta, Olivetti Herrera e Renata Loureiro nos papéis principais.

## Enredo
A infância da doce Bárbara (Mel Summers) se desenrola em um lar cheio de afeto, até que estranhos fenômenos paranormais começam a abalar sua rotina. Sempre que ela presencia vultos sombrios ou escuta vozes enigmáticas, tragédias atingem sua família. A situação se agrava quando seu pai, Francisco (Jefferson Da Fonseca), adoece gravemente, forçando a família a enfrentar tempos difíceis. Sua mãe, Luiza (Rose Brant), assume a responsabilidade financeira da casa, mas passa a agir com agressividade, especialmente com Bárbara. Os acontecimentos sobrenaturais se intensificam, culminando em um episódio aterrorizante: seu pai é possuído por uma entidade maligna. Após anos de dor e desespero, uma luz surge quando a fé entra em suas vidas. A partir desse momento, seus pais passam por uma profunda transformação, libertando-se das sombras que os cercavam e encontrando um novo caminho.
Agora adulta, Bárbara (Louise Clós) conquista sua independência e alcança sucesso na vida profissional. No entanto, carrega cicatrizes profundas deixadas por um passado sombrio. Mesmo sendo admirada no trabalho e cercada pelo carinho da família e dos amigos, ela guarda um segredo inquietante: o medo constante de que os fantasmas de sua infância retornem para assombrá-la. Determinada a provar sua força e capacidade, ela se envolve com Sidney (Marcéu Pierrotti), um homem que parece perfeito, e decide se casar às pressas — sem imaginar que essa decisão abriria novamente as portas para o mal. O que começa como um casamento de conto de fadas logo se revela um pesadelo. À beira do colapso, é no momento mais sombrio que uma memória ressurge, reacendendo a esperança: a fé. Com uma narrativa que entrelaça o sobrenatural e emoções à flor da pele, a minissérie revela que, mesmo diante do abismo, ainda é possível escolher a luz.

## Elenco
| Ator                   | Personagem            |
| ---------------------- | --------------------- |
| Louise Clós            | Bárbara (adulta)      |
| Mel Summers            | Bárbara (criança)     |
| Jorge Mesquitta        | Mateus                |
| Jefferson da Fonseca   | Francisco             |
| Marcéu Pierrotti       | Sidney                |
| Rose Brant             | Luíza                 |
| Nina de Pádua          | Alice                 |
| Renata Loureiro        | Beatriz (adulta)      |
| Sofia Fornazari        | Beatriz (criança)     |
| Cris Ribas             | Cecília (adulta)      |
| Ketlyn Pipper          | Cecília (adolescente) |
| Olivetti Herrera       | Alberto               |
| Fhelipe Gomes          | Carlinhos             |
| Anna Cotrim            | Helena                |
| Miguel Moro            | Daniel                |
| Robson Santos          | Pr. Waldir            |
| Gustavo Machado        | Franklin              |
| Homero Ligere          | Tobias                |
| Serginho Clemente      | Policial Freitas      |
| André Marçal           | Policial Marques      |
| Leda Ribas             | Aurora                |
| Jussara Moreira        | Simone                |
| Anderson Leite         | Samuel                |
| Alexandre Amaral       | Marcelo               |
| Catarina Marotelli     | Esposa de Carlinhos   |
| Shirley Lima           | Filha de Cecília      |
| Maria Eduarda Siqueira | Filha de Carlinhos    |
| Rose Abdallah          | Dona Inez             |
| Naty Curvelo           | Karina                |
| Karina Amorim          | Tânia                 |
| Mafe Vieira            |                       |

## Produção
A série foi anunciada pela imprensa em 11 de dezembro de 2023, como parte do pacote de novidades da plataforma de streaming da Igreja Universal do Reino de Deus. Assim como produções já exibidas anteriormente na Record como A Filha do Demônio, Olho da Terra, Direito de Vencer, Uma Janela para o Céu e até mesmo a telenovela Amor sem Igual, a obra é baseada em depoimentos de fiéis da igreja.
Para a interpretar a personagem principal em diferentes fases da vida, foram escolhidas as atrizes estreantes Louise Clós e Mel Summers. Mafe Vieira também foi escalada na trama, se tornando a primeira atriz transsexual a estrelar uma produção da Igreja Universal.

## Exibição
Foi exibida pela Record entre 14 e 25 de abril de 2025, substituindo Neemias e sendo substituída pela sétima temporada do Power Couple Brasil ás 22h45. Inicialmente, a série estrearia no segundo semestre de 2024, ocupando a faixa de Reis durante a pausa da série-novela. No entanto, a faixa acabou sendo ocupada pela novela turca Força de Mulher.

## Versão masculina
Em dezembro de 2024, a Seriella Productions anunciou a criação de uma versão masculina da série, intitulada Até Onde Ele Vai. Caio Vegatti foi anunciado como o protagonista da produção, que tem como contexto o crime organizado. A série estreou em 4 de abril de 2025.